# 幻想世界英雄烈伝 フェアプレイズ
『幻想世界英雄烈伝 フェアプレイズ』（げんそうせかいえいゆうれつでん フェアプレイズ）は、講談社・コミックボンボンにて連載された漫画作品。原作は岡田芽武、作画はてんま乱丸。2001年7月号から2002年9月号まで連載（ただし、2002年8月号は休載）。コミックスは全3巻。英題「Fantasy World Hero Story」または「The "Ashliana" saga」（アシュリアーナ物語）
「SHADOW SKILL」など原作者の作品と世界観などのつながりがあり、他の作品で登場していたキャラも登場している。
もともとは、マルチメディアを目的としてアニメやゲームなどを企画していたようである。

## あらすじ
ある日、小学4年生の少年"斉木陽太"は偶然にも謎の「黒こげになった人形」を拾い、その人形を気まぐれから修復する。
その後、クラスメイトの"月島数騎"から「外国の兄から凄いものが送られてきた」と連絡を受け、その場に居合わせた幼馴染の"琴井奏"と共に学校の校庭へ向かうことになる。
そこで数騎が見せたものは異国の言葉で書かれた魔道書であった。困惑する一同だったが、3人のクラスメイトである"金光"はそれを全世界対戦型アクションロールプレイングゲーム「電想神話フェアプレイズ」の攻略本であるという。
実際に金光は3人の前でフェアプレイズをやってみせ、その後、陽太が持っていた人形を見ると「その人形もパソコンに登録すればゲームが出来るはずだ」と言う。
陽太も興味を惹かれ、早速その人形を登録しようとするのだが、その瞬間、魔導書が光り出す。
そして4人は気付くと、ゲームの世界へと来ていた。

## 登場キャラクター
声は、CDドラマ、WEBアニメ共通。

### 主な人間世界の人物
斉木陽太（キョータ） （声：並木のり子）
主人公。小学4年生。
ボボウを拾い、直してあげたことからアシュリアーナの勇者として戦うことになる。ボボウと一心合体（マインドユニオン）すると、炎王「ザラマンデル」となる。大切なものを守るため頑張る「あきらめない」心を持つ。
月島数騎（キーン） （声：鈴木真仁）
キョータと仲の良いクラスメイト。
キョータが直した金光のフレームを持つことになり、フーイと名付ける。フーイと一心合体すると、風王「ズルフェ」となる。勉強は学校トップの秀才で、高校生の問題も解ける。また、体育の学校記録も全てキーンが作っている。魔法使いに憧れていて、魔道の勉強をしている。自らのことを授業中以外はキーンと呼ぶように求めている。家がとても金持ち。メイドさんが二人いる。
琴井奏（カナデ） （声：水樹奈々）
キョータのことを常に心配したり、気にかける優しい女の子。クラスメイト。
シノブが持っていたフレームでアシュリアーナに向かい、そこでシャララと名付ける。シャララと一心合体すると、水王「ウンディーヌ」になる。保健委員で、キーンが保健室で休んでいるところに向かったり、キョータが足を怪我しているときに保健室へ連れて行く場面がある。よくヘアスタイルが変わる。4年生の時点で、6年生の水泳部のタイムを抜くほど、泳ぐのが速い。
皇志乃武（シノブ） （声：田中理恵）
キョータたちの隣の4年2組の生徒。
キョータが混沌地点（カオスポイント）でウルクと戦うときに、キーンの家にシノブ名義に送られてきたフレーム、「こげち」がパートナーになる。一心合体はしない。身体が弱く、体育の授業はよく欠席し、保健室でフェアプレイズをやっている。パソコンの前で、アシュリアーナにいる仲間を支える役目を担う。パソコンが得意である。ネーミングセンスが悪く、シャララの元の名前は音声モザイクされるほど酷かったらしい。女の子の様な描かれ方が表紙などで見受けられるが、実際は男の子である（第3話で「これ、お姉ちゃんのだから〜〜〜ハズかしいんだけど」と言っているところから確認できる）。

### 主なフレーム
キョータ、キーン、奏三人のフレームは妖精型でシノブは獣型である。
ボボウ （声：望月久代）
アシュリアーナの勇者だったサイの想いが、捨てられていたフレームに乗り移り、今のボボウとなる。「なのら」が語尾につく。ザラマンデルの技としては、「電光石火」「炎の槍（ファイアランス）」「焔翼（フレイムウイング）」「紅炎翼（プロミネンスウイング）」「焔拳（フレイムナックル）」「炎撃（ファイアブロー）」「閃光破裂（フレアバースト）」がある。
また、ズルフェとウンディーヌの力を吸収すると、合体攻撃専用の魔導形態となり、「究極紅炎（アルティメットプロミネンス）」を使える。
フーイ （声：鈴木真仁）
キーンのフレーム。元は金光のエジー。キョータが直し、今の形となる。「承知」、「御意」や「 - 殿」と言う。キーンの事は「主」と呼ぶ。ズルフェとしての技は、「雷弾（サンダーブリット）」「光拳（レイフィスト）」「雷砲弾（ライトニングシエル）」「電光捕縛（ライトニングアレスト）」がある。ザラマンデルとの協力技は「閃光旋風（フレアボルテクス）」。合体攻撃専用魔法は「渦流放電（トルネードデスチャージ）」。
シャララ （声：水樹奈々）
奏のフレーム。元はシノブのフレームで、シノブの姉も使っていた。姐御肌で、思い切りも良い。ボボウにオセロで20連勝している。ウンディーヌとしての技は「凍指（フリーザーフィンガー）」「氷河境界（グレイシャーボーダー）」がある。合体攻撃専用魔法は「絶対零度（アブソリュートゼロ）」。
こげち
シノブのフレーム。キーンの兄から送られてくる。魚が好きで、シャララを見て「うまそうな魚」と言った。語尾に「ニャリン」とつける。戦うことは出来ないが、現実世界の強い「想い」をアシュリアーナに送り、勇者たちに力を与えることが出来る。

### その他の人間世界の人物
柊前
人間界でのゼンの名前。詳しくはゼンの欄を参照のこと。
金光
キョータたちのクラスメイト。金が全てで、フレームも最高級品の人間型（エジー）を持っていた。奏にメロメロで、話しかけられるとデレデレする。
天野先生
4年3組の先生。キョータたちの担任。アシュリアーナの「天」と似ているが、別人。身体がゴツく、背が高い。
金子亜季（亜紀）
キーンの家のメイドさん。優しく、少し天然なところがある。話によって「亜季」「亜紀」「アキ」と表記がコロコロ変わっている。
春日雅
もう一人のキーンの家のメイドさん。料理がとても上手く、また、キーンのことをよく理解している。アシュリアーナについて何か知っているらしい。キーンの兄に頼まれて、メイド兼ボディガードとして雇われている。
拳児
沖縄県石垣島に住む、フェアプレイズ全国大会沖縄代表。使うフレームは「フィスト」。クルダに所属している。フィストはパンチが速く、一度に4回のパンチを繰り出す。
礼美
拳児の妹。
楔田カナ
長崎県長崎市に住む、フェアプレイズ全国大会九州代表。拳児と同じくクルダに所属している。使うフレームは「パルダリス」。火の属性で獣型のフレームである。パルダリスは動きが速く、また、ザラマンデルの攻撃は炎属性なので半減する。
杉野源太
徳島県に住む、フェアプレイズ全国大会四国地方代表。全国ランキング10位の実力だったが、ボボウに負けて、順位を落とした。使うフレームは「エギゼ」。幻素体（マーギッシュフレーム）である。通う小学校の名前は「桑の木小学校」である。ちなみに徳島には「桑」がつく名前の小学校は2校あるが、「桑の木小学校」は実在しない。
駒戸いずみ
キョータたちと同じクラスの女の子。フェアプレイズをやっていて、ロロという名のフレームを持つ。フレームが黒くなっていったのが心配になり、キーンに相談しに来た。ロロには魔導の力で何者かが乗り移っていた。
甲斐
非合法情報屋を営む男。何者かは不明。
乱空
甲斐のところにいた少女。甲斐はゼンと「お前と同じお客様だ」と言う。何者かは不明。
キーンの兄
キーンに様々な道具を送ってくる人。海外にいるらしいが、その正体は謎に包まれている。

### アシュリアーナの人物
勇者サイ
勇者で、業魔王に一人立ち向かった。天魔覆滅の4人と一緒に戦っていたが、これ以上の犠牲は出すまいと、4人を置いていった。彼の想いが、ボボウへと繋がっている。
王女リュート
業魔王に捕らわれた姫。業魔王に魔導力を奪われた。
業魔王エリアード・ジーン
アシュリアーナを支配した王。たった一人で世界の半分を破壊し、聖王国を邪王国に変えてしまった。様々な悪い影響を街などに与えた。
ゼン
魔王軍の兵士長。クーエイというフレームを使って、邪心合体をする。邪心合体すると、黒王「グリフィアス」になる。天の故郷である「ヌースクアム」の王子だったらしいが、国自体が無くなったらしい。勇者を殺すことを目的として、キョータたちの前に現れる。人間界では「柊 前」と名乗る。
天
「天魔覆滅」の1人として、勇者サイと共に闘っていた。僧侶。勇者サイがいなくなってからは牢獄で鎖に繋がれていた。キョータたちに助けられ、仲間となる。呪符を使いこなし、力もある。昔の名は「ソルヴ」。生まれ故郷は「ヌースクアム」と言う。家庭菜園をしたり、昼に一人でお茶を飲んでくつろいだりと、意外な面も見せる。
ジュリ
傭兵王国クルダの国王。クルダ流交殺法を使う。四天王の一人。使いを送って、勇者を倒そうとするが、全て失敗。最終的には自ら闘いに出る。技のネーミングセンスが悪く、笑われる。そして、怒る。
ダレス
降魔王国フェルシアの国王。四天王の一人。四天王の中では一番の実力者らしい。
コユキ
樹霊王国リキトアの国王。四天王の一人。ダレスのことが好きらしい。
ナラカ
剛剣王国キシュラナの国王。四天王の一人。
キサヤ （声：那須めぐみ）
アシュリアーナで名の通った盗賊。天の呪符を盗んだりした。魔王軍に親を殺された身寄りの無い子供たちを引き取っている。風神と呼ばれており、動きが素早い。
ウルク
天の師匠。現在は魔王軍側についている。キョータの実力を測るために闘いを挑んだ。

## 世界観
- 物語は現実世界と異世界「アシュリアーナ」を往復しながら進んでいく。現実世界でのアシュリアーナは、ネットゲーム「電想神話フェアプレイズ」として知られており、実際に存在する異世界とは知られていない。
- アシュリアーナの住人は電想神話フェアプレイズのプレイヤーから怪物に見えるようになっており、プレイヤーは経験値を稼ぎレベルアップするために町々を破壊し住人を殺害している。また、電想神話フェアプレイズの高ランクプレイヤーには運営側から電子メールによる指令が下り、主人公らに襲いかかってくる。

## 連載について
- この話はコミックス3巻分では完結しておらず、本編は打ち切りに近い形で連載を終了することとなってしまった。
- ちなみに最終回は本編から外れて、キーンが主役の番外編だった。
- また、当時としては珍しくウェブアニメが作られていた[1]。さらにドラマCDも制作されており、応募者全員サービスとして配布された。
- 読者を対象とした新フレーム[2]・声優の募集、ゲーム化の企画がなされていたが、声優募集とゲーム化はうやむやのうちに無くなってしまった。

## CD
- 太陽のうた（キャラクターによるCD企画会議、webアニメーションのOP「太陽のうた」、ED「地球はまわる」、おまけが収録されている。当初は単行本一巻購入者を対象とした応募者全員プレゼントだった[3]が、後にコミックボンボン本誌でも募集された。）

## コミックス
1. 2001年11月14日発売[4] ISBN 4-06-323931-4
2. 2002年4月3日発売[5]ISBN 4-06-323941-1
3. 2002年10月2日発売[6]ISBN 4-06-323952-7

2巻のみ438円、他は419円（税別）。表紙カバー裏に「裏らんまるひとくちメモ」が隠されている。